# Nekrolog 2. Quartal 1946
Nekrolog
◄◄
| ◄
| 1942
| 1943
| 1944
| 1945
| 1946 | 1947 | 1948 | 1949 | 1950 | ► | ►►
1. Quartal |
2. Quartal |
3. Quartal |
4. Quartal 1946
Weitere Ereignisse | Allgemeiner Nekrolog 1946
Die Beschreibung der verstorbenen Person sollte so kurz wie möglich gehalten sein und nur deren signifikante Tätigkeit(en) enthalten.
Neue Namen ggf. auch unter dem Geburts- und Sterbedatum, also etwa unter 1. Januar und im Geburts- und Sterbejahr (2024) eintragen (nur bei entsprechender großer Wichtigkeit). Für Beispiele siehe die schon vorhandenen Artikel.
Außerdem über die fünf zuletzt Verstorbenen, zu denen es einen ausreichend guten Artikel für eine Präsentation auf der Hauptseite gibt, nach der todesbedingten Überarbeitung der Artikel ggf. auch unter Wikipedia Diskussion:Hauptseite informieren und sie am besten auch in den anderen Wikipedia-Sprachversionen eintragen. Tipp: Regelmäßig bei news.google.de nach „ist tot“, „gestorben“ oder „verstorben“ suchen.
Wenn eine Person gestorben ist, gibt es viele Seiten zu dieser Person in der Wikipedia, die davon auch betroffen sind und entsprechend aktualisiert werden müssen. Beispiele: Namenübersichtsseite, Geburtsjahr, Geburtsort-Seiten und viele mehr.
Wie finde ich die betroffenen Seiten?
Im Suchfeld auf der linken Seite gibt man den Suchbegriff so ein: „Vorname Nachname“. Dann klickt man auf Volltext und alle Seiten mit entsprechendem Suchtext werden aufgerufen. Hier sieht man dann schnell, wo auch das Todesjahr Sinn macht oder sogar ein Teil des Artikels angepasst werden muss. Auch hilft das „Werkzeug“ auf der linken Seite sehr gut, um solche Seiten aufzufinden: „Links auf diese Seite“. Somit ist die Wikipedia wieder aktuell in allen Bereichen! Hinweis: bei Eintragung der Kategorie „Gestorben JAHR“ wird der Missbrauchsfilter 49 ausgelöst, was jedoch nicht schlimm ist. Siehe: Spezial:Missbrauchsfilter/49
Dies ist eine Liste von im zweiten Quartal 1946 verstorbenen bekannten Persönlichkeiten. Die Einträge erfolgen innerhalb der einzelnen Daten alphabetisch sortiert. Tiere sind im Nekrolog für Tiere zu finden.

## April
| Tag       | Name                                | Beruf, bekannt als                                                                                              | Alter    | Beleg |
| --------- | ----------------------------------- | --- | -------- | ----- |
| 1. April  | Noah Beery senior                   | US-amerikanischer Schauspieler                                                                                  | 64       |       |
| 1. April  | Cesare Orsenigo                     | apostolischer Nuntius in Deutschland                                                                            | 72       |       |
| 1. April  | Leo Reuss                           | österreichisch-US-amerikanischer Schauspieler                                                                   | 55       |       |
| 1. April  | Emil Schultz                        | deutscher Politiker (NSDAP), MdR                                                                                | 46       |       |
| 2. April  | Jan de Beaufort                     | niederländischer Fechter                                                                                        | 65       |       |
| 2. April  | Kate Bruce                          | US-amerikanische Schauspielerin der Stummfilmzeit                                                               | 86       |       |
| 2. April  | Rudolf Manhalter                    | österreichischer Politiker (CSP), Abgeordneter zum Nationalrat                                                  | 62       |       |
| 2. April  | Friedrich Muckermann                | deutscher katholischer Publizist, Jesuit                                                                        | 62       |       |
| 2. April  | Franz Schraml                       | österreichischer Montanwissenschaftler                                                                          | 71       |       |
| 2. April  | Sebastian Weberitsch                | österreichischer Mediziner und Schriftsteller                                                                   | 75       |       |
| 3. April  | Josef Bachem                        | deutscher Architekt                                                                                             | 64       |       |
| 3. April  | Alf Common                          | englischer Fußballspieler                                                                                       | 65       |       |
| 3. April  | Homma Masaharu                      | japanischer Führungsoffizier                                                                                    | 58       |       |
| 3. April  | Pjotr Fjodorowitsch Papkowitsch     | sowjetischer Ingenieurwissenschaftler und Schiffbauingenieur                                                    | 58       |       |
| 3. April  | Minna Reichert                      | deutsche Politikerin (SPD, USPD, KPD)                                                                           | 76       |       |
| 4. April  | Hans Bothmann                       | deutscher Kommandant des Vernichtungslagers Chelmno                                                             | 34       |       |
| 4. April  | Hugo Efferoth                       | deutscher Autor, Journalist, Redakteur und Widerstandskämpfer                                                   | 56       |       |
| 4. April  | Rudolf Lebius                       | deutscher Journalist                                                                                            | 78       |       |
| 4. April  | Hans Stieler von Heydekampf         | deutscher Polizeikommandeur und Generalleutnant                                                                 | 65       |       |
| 5. April  | Ion Boiţeanu                        | rumänischer Generalleutnant und Politiker, Kulturminister und Justizminister                                    | 60       |       |
| 5. April  | Artur Fiederer                      | deutscher Verwaltungsjurist                                                                                     | 65       |       |
| 5. April  | Heinrich Ilgenstein                 | deutscher Dramatiker und Publizist                                                                              | 70       |       |
| 5. April  | Gottlieb Löffler                    | deutscher Maler und Kunstpädagoge                                                                               | 78       |       |
| 5. April  | Theo Seifer                         | deutscher Erdöl- und Erdgas-Geologe                                                                             | 62       |       |
| 5. April  | Ilarie Voronca                      | rumänisch-französischer Dichter, Prosaschriftsteller und Essayist                                               | 42       |       |
| 5. April  | Vincent Youmans                     | US-amerikanischer Komponist und Broadway-Produzent                                                              | 47       |       |
| 6. April  | Alexander Alexandrowitsch Baikow    | russischer Chemiker und Hochschullehrer                                                                         | 75       |       |
| 6. April  | Dawid Samuilowitsch Beika           | lettischer Komintern-Funktionär                                                                                 | 60       |       |
| 6. April  | János Berze Nagy                    | ungarischer Sprach- und Literaturwissenschaftler                                                                | 66       |       |
| 6. April  | Ernst Dreykluft                     | deutscher Verwaltungsjurist und Landrat                                                                         | 47       |       |
| 6. April  | Erwin Payr                          | österreichischer Chirurg und Hochschullehrer                                                                    | 75       |       |
| 7. April  | Alfredo Cortês                      | portugiesischer Dramatiker                                                                                      | 65       |       |
| 7. April  | Robert Luce                         | US-amerikanischer Politiker                                                                                     | 83       |       |
| 7. April  | Dave Nelson                         | US-amerikanischer Jazz-Musiker                                                                                  |          |       |
| 7. April  | Hans Pochhammer                     | deutscher Marineoffizier und Autor                                                                              | 68       |       |
| 8. April  | Bo Gu                               | chinesischer Parteiführer und Funktionär der KP Chinas                                                          | 38       |       |
| 8. April  | A. Victor Donahey                   | US-amerikanischer Politiker                                                                                     | 72       |       |
| 8. April  | Hermann Mandel                      | deutscher Theologe                                                                                              | 63       |       |
| 8. April  | Karl Schneeberg                     | deutscher Pädagoge, Verwaltungsbeamter und Politiker (SPD)                                                      | 51       |       |
| 8. April  | Ye Ting                             | chinesischer General                                                                                            | 49       |       |
| 9. April  | Hans Henning                        | deutscher Psychologe und Hochschullehrer                                                                        | 61       |       |
| 9. April  | Ralph Kirby                         | englischer Fußballspieler und -trainer                                                                          | 62       |       |
| 9. April  | August Ludwig                       | deutscher Komponist, Schriftsteller und Redakteur                                                               | 81       |       |
| 9. April  | Pauline Mailhac                     | österreichisch-deutsche Opernsängerin (Sopran)                                                                  | 87       |       |
| 10. April | Isidor Bach                         | deutscher Unternehmer                                                                                           | 96       |       |
| 10. April | Julius Elias, 1. Viscount Southwood | britischer Zeitungsbesitzer und Politiker (Labour Party)                                                        | 73       |       |
| 10. April | Hermann Geyer                       | deutscher Offizier, zuletzt General der Infanterie im Zweiten Weltkrieg                                         | 63       |       |
| 10. April | Otto Hahn                           | sozialdemokratischer Politiker der deutschen Minderheit in der Tschechoslowakei                                 | 57       |       |
| 10. April | Hulda                               | isländische Schriftstellerin                                                                                    | 64       |       |
| 10. April | Wilhelm Mattersdorff                | deutscher Ingenieur                                                                                             | 73       |       |
| 10. April | Lydia Ellen Tritton                 | australische Journalistin                                                                                       | 46       |       |
| 11. April | William O. Burgin                   | US-amerikanischer Politiker                                                                                     | 68       |       |
| 11. April | Albert Gartmann                     | deutscher Landschafts-, Porträt-, Stillleben-, Genre- und Kriegsmaler                                           | 69       |       |
| 11. April | Andor Jaross                        | ungarischer Politiker, Mitglied des Parlaments                                                                  | 49       |       |
| 11. April | Theodor Steinheil                   | russisch-deutscher Wissenschaftler und Politiker                                                                | 75       |       |
| 11. April | Jack Thompson                       | US-amerikanischer Boxer und zweifacher Weltmeister des Verbandes NBA im Weltergewicht                           | 41       |       |
| 11. April | Wilhelm Zobel                       | Landtagsabgeordneter Waldeck                                                                                    | 58       |       |
| 12. April | Auguste Borms                       | flämischer Nationalist und Kollaborateur                                                                        | 67       |       |
| 12. April | David J. Hanna                      | US-amerikanischer Politiker                                                                                     | 79       |       |
| 12. April | Hans Ponfick                        | deutscher Rechtsanwalt und Mitglied des Vorläufigen Reichswirtschaftsrates                                      | 62       |       |
| 12. April | Mathias Joseph Prior                | deutscher Pfarrer und Theologe                                                                                  | 75       |       |
| 12. April | Takeuchi Teizō                      | japanischer Fußballspieler                                                                                      | 37       |       |
| 12. April | Marian Zyndram-Kościałkowski        | polnischer Politiker, Mitglied des Sejm, Ministerpräsident Polens (1920–1939)                                   | 54       |       |
| 13. April | William Henry Bell                  | englischer Komponist, Dirigent und Hochschullehrer                                                              | 72       |       |
| 13. April | Ernest de Sylly Hamilton Browne     | irischer Jurist und Tennisspieler                                                                               | 90       |       |
| 13. April | Suzanne Chaigneau                   | französische Geigerin und Musikpädagogin                                                                        | 70       |       |
| 13. April | Edgar Eyle                          | Komponist | 77       |       |
| 13. April | Karl Isbert                         | preußischer Generalmajor                                                                                        | 81       |       |
| 13. April | Alois Kimmelmann                    | deutscher Lehrer, Oberschulrat und Politiker (SPD)                                                              | 59       |       |
| 14. April | Carl-August von Bülow               | deutscher Verwaltungsjurist                                                                                     | 70       |       |
| 14. April | Ilmari Voudelin                     | Info=finnischer Radrennfahrer                                                                                   | Alter=49 |       |
| 14. April | Otto Dowling                        | US-amerikanischer Marineoffizier                                                                                | 65       |       |
| 15. April | Adelgunde von Portugal              | Infantin von Portugal und Herzogin von Guimarães                                                                | 87       |       |
| 15. April | Maurice Cammage                     | französischer Filmregisseur und Drehbuchautor                                                                   |          |       |
| 15. April | Robert Hemmrich                     | deutsch-böhmischer Architekt                                                                                    | 74       |       |
| 15. April | Werner Hochbaum                     | deutscher Filmregisseur                                                                                         | 47       |       |
| 15. April | Hermann Jahn                        | deutscher Politiker (KPD) und antifaschistischer Widerstandskämpfer                                             | 52       |       |
| 15. April | Charlotte Mason                     | US-amerikanische Mäzenin                                                                                        | 91       |       |
| 15. April | Paraire Tomoana                     | Māoriführer und Liedtexter                                                                                      |          |       |
| 16. April | Alexander Hoffmann                  | deutscher Betriebswirt und Hochschullehrer                                                                      | 66       |       |
| 16. April | August Junker                       | deutscher Volkssänger                                                                                           | 74       |       |
| 17. April | Karl Behlert                        | deutscher Architekt und Baubeamter                                                                              | 75       |       |
| 17. April | Guido Calza                         | italienischer Klassischer Archäologe                                                                            | 57       |       |
| 17. April | Alexandru Papană                    | rumänischer Pilot und Bobfahrer                                                                                 | 39       |       |
| 17. April | Juan Bautista Sacasa                | nicaraguanischer Politiker, Präsident von Nicaragua (1933–1936)                                                 | 71       |       |
| 18. April | Franz Heinrich Achermann            | Schweizer Katholischer Geistlicher, Jugendbuchautor                                                             | 64       |       |
| 18. April | Kurt Diestel                        | deutscher Architekt und Hochschullehrer                                                                         | 84       |       |
| 18. April | Herbert Schöffler                   | deutscher Anglist, Religions- und Kultursoziologe sowie Hochschullehrer                                         | 57       |       |
| 19. April | Andō Rikichi                        | General der kaiserlich japanischen Armee                                                                        | 62       |       |
| 19. April | Walter Edward Dandy                 | US-amerikanischer Neurochirurg und Neurowissenschaftler                                                         | 60       |       |
| 19. April | Carl von Dobschütz                  | preußischer Generalmajor                                                                                        | 84       |       |
| 20. April | Ernesto Buonaiuti                   | katholischer Theologe                                                                                           | 64       |       |
| 20. April | Mae Busch                           | australische Filmschauspielerin                                                                                 | 54       |       |
| 20. April | Georges-Eugène-Emile Choquet        | französischer römisch-katholischer Bischof                                                                      | 67       |       |
| 20. April | George Cloutier                     | kanadischer Lacrossespieler                                                                                     | 69       |       |
| 20. April | Paul Wirth                          | sorbischer Sprachforscher und Begründer der sorbischen Sprachgeographie                                         | 39       |       |
| 21. April | John Maynard Keynes                 | britischer Ökonom, Politiker und Mathematiker                                                                   | 62       |       |
| 22. April | Lionel Atwill                       | britisch-US-amerikanischer Film- und Theaterschauspieler                                                        | 61       |       |
| 22. April | Emil Heynen                         | deutscher Architekt                                                                                             | 68       |       |
| 22. April | Harlan Fiske Stone                  | US-amerikanischer Jurist, Justizminister und Präsident des Obersten Gerichtshofes                               | 73       |       |
| 23. April | Jesús Castillo                      | guatemaltekischer Komponist                                                                                     | 68       |       |
| 23. April | Heinrich Clementz                   | deutscher Arzt und Altphilologe                                                                                 | 87       |       |
| 23. April | Thomas Hohler                       | britischer Diplomat                                                                                             | 75       |       |
| 23. April | Magda Janssen                       | deutsche Schriftstellerin und Übersetzerin                                                                      | 72       |       |
| 23. April | Stanley H. Kunz                     | US-amerikanischer Politiker                                                                                     | 81       |       |
| 23. April | Walther Schieck                     | deutscher Politiker (DVP), sächsischer Ministerpräsident                                                        | 71       |       |
| 24. April | Hans von Felgenhauer                | preußischer Generalmajor, Militärschriftsteller                                                                 | 82       |       |
| 24. April | Oskar Hofheinz                      | deutscher Politiker                                                                                             | 72       |       |
| 24. April | Hans Höppner                        | deutscher Biologe, Botaniker und Entomologe                                                                     | 73       |       |
| 25. April | Wenzel Bürger                       | deutscher Architekt                                                                                             | 76       |       |
| 26. April | Louis Bachelier                     | Mathematiker | 76       |       |
| 26. April | Max Burgi                           | Schweizer Journalist und Sportfunktionär, Vorsitzender des Radsport-Weltverbands Union Cycliste Internationale  | 64       |       |
| 26. April | Eduard Eichmann                     | deutscher Kirchenrechtler                                                                                       | 76       |       |
| 26. April | Hermann Graf Keyserling             | deutscher Philosoph                                                                                             | 65       |       |
| 26. April | Carl von Laer                       | deutscher Rittergutsbesitzer und Landwirt                                                                       | 73       |       |
| 26. April | Franz Weiß                          | deutscher Apotheker                                                                                             | 78       |       |
| 26. April | James Larkin White                  | US-amerikanischer Cowboy und Höhlenforscher                                                                     | 63       |       |
| 27. April | Franz Anton Basch                   | deutscher Volksgruppenführer in Ungarn                                                                          | 44       |       |
| 27. April | Udo Grosse                          | deutscher Politiker (NSDAP), MdR                                                                                | 49       |       |
| 27. April | Ayres de Menezes                    | são-toméischer Arzt und politischer Aktivist                                                                    | 56       |       |
| 27. April | Harry Mündel                        | deutscher Marineoffizier, zuletzt Konteradmiral                                                                 | 69       |       |
| 27. April | René Renoult                        | französischer Politiker                                                                                         | 78       |       |
| 27. April | Alfred Runge                        | deutscher Architekt                                                                                             | 65       |       |
| 27. April | Henriette Schmidt-Bonn              | deutsche Künstlerin                                                                                             | 72       |       |
| 27. April | George Chester Robinson Wagoner     | US-amerikanischer Politiker                                                                                     | 82       |       |
| 28. April | Robert Bartlett                     | kanadisch-US-amerikanischer Polarforscher                                                                       | 70       |       |
| 28. April | Louis Virgil Hamman                 | Internist | 68       |       |
| 28. April | Maurice Janin                       | französischer General im Ersten Weltkrieg und Leiter der französischen Militärmission im Russischen Bürgerkrieg | 83       |       |
| 28. April | François de La Rocque               | französischer Soldat und nationalistischer Politiker                                                            | 60       |       |
| 28. April | Heinrich Nicklisch                  | deutscher Hochschullehrer in der Aufbauzeit der deutschen Betriebswirtschaftslehre                              | 69       |       |
| 28. April | Ricardo Richon Brunet               | chilenischer Maler und Kunstkritiker                                                                            |          |       |
| 28. April | Ernst Sorge                         | deutscher Glaziologe, Polarforscher und Geowissenschaftler                                                      | 47       |       |
| 29. April | Elisha Hume Brewster                | US-amerikanischer Jurist und Politiker                                                                          | 74       |       |
| 29. April | Teddy Brown                         | US-amerikanischer Unterhaltungskünstler und Musiker                                                             | 45       |       |
| 29. April | Wilhelm Felix Josef Dantine         | österreichischer Rechtsanwalt und Politiker                                                                     | 69       |       |
| 29. April | Othmar Doublier                     | österreichischer Rechtshistoriker und Bibliothekar                                                              | 80       |       |
| 29. April | Ferdinand Hrach                     | österreichischer Architekt                                                                                      | 84       |       |
| 29. April | Bruno Kaye                          | deutscher Landwirt und Politiker (DDP), MdL                                                                     | 67       |       |
| 29. April | Stefanie Nauheimer                  | österreichische Frauenrechtlerin                                                                                | 77       |       |
| 29. April | Josephine Roe                       | US-amerikanische Mathematikerin                                                                                 | 87       |       |
| 30. April | Edward George Boulenger             | britischer Herpetologe und Direktor des Londoner Zoo-Aquariums                                                  | 57       |       |
| 30. April | Ferdinand Broili                    | deutscher Geologe und Paläontologe                                                                              | 72       |       |
|           | Paul Knapp                          | deutscher evangelischer Pfarrer                                                                                 | 66       |       |

## Mai
| Tag     | Name                              | Beruf, bekannt als | Alter | Beleg |
| ------- | --------------------------------- | --- | ----- | ----- |
| 1. Mai  | Edward Bairstow                   | englischer Organist, Pädagoge, Komponist, Chorleiter und Dirigent                                                                          | 71    |       |
| 1. Mai  | Viktoria von Dirksen              | deutsche Salonnière, Förderin Adolf Hitlers                                                                                                | 71    |       |
| 1. Mai  | Marius Grout                      | französischer Schriftsteller | 42    |       |
| 1. Mai  | Paul Herrmann                     | deutscher Maler und Radierer | 82    |       |
| 1. Mai  | Bill Johnston                     | US-amerikanischer Tennisspieler | 51    |       |
| 1. Mai  | Phil Jutzi                        | deutscher Kameramann und Filmregisseur | 49    |       |
| 1. Mai  | Israfil Məmmədov                  | aserbaidschanisch-sowjetischer Offizier | 27    |       |
| 1. Mai  | Marietta Olly                     | österreichische Tänzerin sowie Theater- und Filmschauspielerin                                                                             | 73    |       |
| 1. Mai  | Percy Whitlock                    | britischer Komponist und Organist | 42    |       |
| 2. Mai  | Bill Denny                        | australischer Politiker (South Australia)                                                                                                  | 73    |       |
| 2. Mai  | Simon Flexner                     | US-amerikanischer Mediziner | 83    |       |
| 2. Mai  | Karl Haag                         | deutscher Pädagoge und Sprachwissenschaftler                                                                                               | 85    |       |
| 2. Mai  | Ernst Heymann                     | deutscher Jurist | 76    |       |
| 2. Mai  | Karl Jordan                       | österreichischer Genre- und Historienmaler                                                                                                 | 82    |       |
| 2. Mai  | Richard Mattis                    | Wiener Archivar | 59    |       |
| 2. Mai  | Otto Piper                        | deutscher Jurist und Politiker (DVP) | 63    |       |
| 3. Mai  | Bror von Blixen-Finecke           | schwedischer Baron und Großwildjäger | 59    |       |
| 3. Mai  | Wilhelm von Haasy                 | deutscher Generalleutnant | 78    |       |
| 3. Mai  | Heinz Kükelhaus                   | deutscher Reisejournalist, Schriftsteller und Abenteurer                                                                                   | 44    |       |
| 3. Mai  | Clara Lichtenstein                | englische Pianistin und Musikpädagogin |       |       |
| 3. Mai  | Karl Mosler                       | deutscher Jurist und Richter | 73    |       |
| 3. Mai  | Daniel Vincent                    | französischer Politiker | 72    |       |
| 3. Mai  | Hans von Ziegesar                 | deutscher Offizier | 54    |       |
| 4. Mai  | Frederick A. Britten              | US-amerikanischer Politiker | 74    |       |
| 4. Mai  | Albert Ullrich                    | deutscher Theaterschauspieler | 74    |       |
| 5. Mai  | Antonio Colturato                 | italienischer Ordensgeistlicher, römisch-katholischer Bischof von Botucatu                                                                 | 60    |       |
| 5. Mai  | Lothar König                      | deutscher Jesuit und Widerstandskämpfer | 40    |       |
| 6. Mai  | Alcides Arguedas                  | bolivianischer Schriftsteller, Politiker und Historiker                                                                                    | 66    |       |
| 6. Mai  | Rudolf von Delius                 | deutscher Herausgeber, Schriftsteller und Philosoph                                                                                        | 68    |       |
| 6. Mai  | Bhulabhai Desai                   | indischer Rechtsanwalt und Politiker | 68    |       |
| 6. Mai  | Erhard Kutschenreuter             | deutscher Komponist und Heimatforscher | 72    |       |
| 6. Mai  | Conde McCullough                  | US-amerikanischer Architekt | 58    |       |
| 6. Mai  | Johannes Rick                     | österreichischer römisch-katholischer Theologe                                                                                             | 77    |       |
| 6. Mai  | Rudolf Weyermann                  | deutscher Fabrikant; Ehrenbürger der Stadt Bamberg                                                                                         | 65    |       |
| 7. Mai  | Ferdinand Boberg                  | schwedischer Architekt | 86    |       |
| 7. Mai  | Hans Joachim von Busse            | deutscher Verwaltungsjurist und Ministerialbeamter                                                                                         | 49    |       |
| 7. Mai  | Hans Löscher                      | deutscher Reformpädagoge und Schriftsteller                                                                                                | 65    |       |
| 7. Mai  | Herbert Macaulay                  | nigerianischer Politiker | 81    |       |
| 7. Mai  | Anton Mussert                     | niederländischer Tiefbauingenieur, nationalsozialistischer Politiker (NSB, Vorsitzender) und Gründer der SS-Freiwilligen-Legion Niederland | 51    |       |
| 7. Mai  | Albert Schieber                   | deutscher Architekt | 70    |       |
| 7. Mai  | Henri Vielle OFM                  | französischer Ordensgeistlicher und römisch-katholischer Apostolischer Vikar von Rabat                                                     | 78    |       |
| 8. Mai  | Ernst Benkard                     | deutscher Kunsthistoriker und Privatdozent                                                                                                 | 63    |       |
| 8. Mai  | Adolphe Duparc                    | französischer römisch-katholischer Geistlicher und Bischof                                                                                 | 89    |       |
| 8. Mai  | Karl Etlinger                     | österreichisch-deutscher Schauspieler und Theaterregisseur                                                                                 | 66    |       |
| 9. Mai  | William Cabell Bruce              | US-amerikanischer Politiker | 86    |       |
| 9. Mai  | Otto Clemen                       | deutscher evangelischer Theologe, Historiker und Bibliothekar                                                                              | 74    |       |
| 9. Mai  | Leonard S. Echols                 | US-amerikanischer Politiker | 74    |       |
| 9. Mai  | Curt Herbst                       | deutscher Zoologe | 79    |       |
| 9. Mai  | Karl Sebastian Preis              | deutscher Kommunalpolitiker (SPD) | 61    |       |
| 10. Mai | Catulo da Paixão Cearense         | brasilianischer Sänger, Komponist und Dichter                                                                                              | 82    |       |
| 10. Mai | Hans Doering                      | deutscher Chirurg und Hochschullehrer | 74    |       |
| 11. Mai | Karl Bartl                        | tschechoslowakischer Politiker | 61    |       |
| 11. Mai | Ivar Broman                       | schwedischer Anatom und Embryologe | 77    |       |
| 11. Mai | Pedro Henríquez Ureña             | dominikanischer Schriftsteller, Philologe und Intellektueller                                                                              | 61    |       |
| 11. Mai | Seán McCaughey                    | irischer Widerstandskämpfer und Hungerstreikender                                                                                          | 30    |       |
| 11. Mai | Edward H. Packe                   | britischer Verwaltungsbeamter | 68    |       |
| 11. Mai | Ernst Wettig-Weissenborn          | niederländischer Komponist | 77    |       |
| 11. Mai | Albertine Zehme                   | österreichische Schauspielerin, Sängerin und Rezitatorin                                                                                   | 89    |       |
| 12. Mai | Robert A. Harper                  | US-amerikanischer Botaniker | 84    |       |
| 12. Mai | Eugen Kühnemann                   | deutscher Philosoph | 77    |       |
| 12. Mai | Germain Lefebvre                  | kanadischer Opernsänger (Bass), Chorleiter und Musikpädagoge                                                                               | 56    |       |
| 13. Mai | Alexei Nikolajewitsch Bach        | sowjetischer Biochemiker und Revolutionär                                                                                                  | 89    |       |
| 13. Mai | Wilhelm Dühlmeier                 | deutscher Landwirt und Politiker (DVP), MdL                                                                                                | 57    |       |
| 13. Mai | Kaarlo Ekholm                     | finnischer Turner | 61    |       |
| 13. Mai | Tubby Hall                        | US-amerikanischer Jazzschlagzeuger des New Orleans Jazz                                                                                    | 50    |       |
| 14. Mai | Nikolaus Fox                      | deutscher Lehrer und saarländischer Volkskundler und Dichter                                                                               | 47    |       |
| 14. Mai | Erik von Heimburg                 | deutscher SS-Brigadeführer und Generalmajor der Polizei                                                                                    | 53    |       |
| 14. Mai | Lee Kohlmar                       | deutsch-US-amerikanischer Schauspieler und Regisseur in den USA                                                                            | 73    |       |
| 14. Mai | Fritz Ritterbusch                 | deutscher SS-Hauptsturmführer und KZ-Lagerkommandant                                                                                       | 52    |       |
| 14. Mai | Gaston Roupnel                    | französischer Historiker | 74    |       |
| 14. Mai | Rudolf Stahl                      | deutscher Jurist und Unternehmer | 62    |       |
| 14. Mai | Josef Wagast                      | ungarisch-österreichischer römisch-katholischer Geistlicher, Lehrer, Polizist und Politiker (SDAP), Landtagsabgeordneter im Burgenland     | 65    |       |
| 15. Mai | Christian Adam Altstadt           | Bürgermeister und Abgeordneter | 72    |       |
| 15. Mai | Oskar Anwand                      | deutscher Schriftsteller | 73    |       |
| 15. Mai | Spiridon Deubner                  | deutsch-russischer römisch-katholischer Geistlicher und Märtyrer                                                                           | 46    |       |
| 16. Mai | Otto Ernst Hesse                  | deutscher Dramatiker, Publizist, Komödienautor, Erzähler, Lyriker und Theaterkritiker                                                      | 55    |       |
| 16. Mai | Francis E. McGovern               | US-amerikanischer Politiker und Gouverneur von Wisconsin (1911–1915)                                                                       | 80    |       |
| 16. Mai | Robert Rast                       | Schweizer Jesuit und Aktivist |       |       |
| 16. Mai | Karl Eberhard Schöngarth          | deutscher Jurist, Befehlshaber der Sicherheitspolizei und des Sicherheitsdienstes                                                          | 43    |       |
| 16. Mai | Kenneth Mathiason Skeaping        | britischer Lithograf, Porträtmaler und Illustrator                                                                                         | 89    |       |
| 16. Mai | Willy Stegemann                   | deutscher Klassischer Philologe | 57    |       |
| 16. Mai | Bruno Tesch                       | deutscher Chemiker, Unternehmer und Kriegsverbrecher (Zyklon B-Produzent)                                                                  | 55    |       |
| 16. Mai | Karl Weinbacher                   | deutscher Manager und Kriegsverbrecher | 47    |       |
| 16. Mai | Bernhard Weyrather                | deutscher Architekt | 60    |       |
| 17. Mai | Friedrich Hans Koken              | deutscher Landschafts- und Porträtmaler | 62    |       |
| 17. Mai | Marie Lomnitz-Klamroth            | deutsche Bibliothekarin und Blindenschriftexpertin                                                                                         | 82    |       |
| 17. Mai | Oscar Neumann                     | deutscher Ornithologe | 78    |       |
| 18. Mai | Hans Henning von Grote            | deutscher Offizier und Schriftsteller | 49    |       |
| 18. Mai | Oswald Friedrich Wilhelm Merz     | bayerischer Politiker (SPD) | 57    |       |
| 18. Mai | Karl Stöger                       | österreichischer Politiker, Landtagsabgeordneter im Burgenland                                                                             | 40    |       |
| 18. Mai | Otto Vollbehr                     | deutscher Chemiker, Erfinder sowie Büchersammler und Antiquar                                                                              | 77    |       |
| 19. Mai | Eugen Dugend                      | deutscher Verwaltungsjurist, Präsident des Oberverwaltungsgerichts Oldenburg                                                               | 66    |       |
| 19. Mai | Ignaz Gebhardt                    | deutscher Maler | 77    |       |
| 19. Mai | Ernst Inden                       | deutscher Landschaftsmaler der Düsseldorfer Schule                                                                                         | 66    |       |
| 19. Mai | Adélard Lambert                   | frankokanadischer Folklorist und Schriftsteller                                                                                            | 79    |       |
| 19. Mai | Ángel Ossorio y Gallardo          | spanischer Politiker, Jurist und Schriftsteller                                                                                            | 72    |       |
| 19. Mai | Booth Tarkington                  | US-amerikanischer Schriftsteller | 76    |       |
| 19. Mai | John Tener                        | US-amerikanischer Politiker | 82    |       |
| 19. Mai | Johannes Tiedje                   | deutscher Ministerialbeamter | 66    |       |
| 20. Mai | George Bovet                      | Schweizer Bundeskanzler | 71    |       |
| 20. Mai | Jacob Christian Hansen Ellehammer | dänischer Luftfahrtpionier | 74    |       |
| 20. Mai | Jane Findlater                    | britische Schriftstellerin | 79    |       |
| 20. Mai | Emil Frey                         | Schweizer Komponist, Pianist und Musikpädagoge                                                                                             | 57    |       |
| 20. Mai | Enrico Gasparri                   | italienischer Geistlicher, vatikanischer Diplomat und Kurienkardinal der römisch-katholischen Kirche                                       | 74    |       |
| 20. Mai | Martin Kargl                      | österreichischer Fußballspieler | 33    |       |
| 20. Mai | Paul Krause                       | deutscher Komponist und Organist | 65    |       |
| 20. Mai | P. H. Moynihan                    | US-amerikanischer Politiker | 76    |       |
| 20. Mai | Edward C. Shannon                 | US-amerikanischer Politiker | 75    |       |
| 21. Mai | Emanuel von Bodman                | deutscher Schriftsteller | 72    |       |
| 21. Mai | Charles Marston                   | britischer Unternehmer, Mäzen und Autor | 79    |       |
| 21. Mai | Otto Pfülf                        | deutscher Priester, Jesuit, Buchautor, Spiritual am Germanicum Rom                                                                         | 90    |       |
| 21. Mai | Umberto Puppini                   | italienischer Politiker und Professor für Hydraulik                                                                                        | 61    |       |
| 22. Mai | Karl Hermann Frank                | deutscher Politiker (NSDAP), MdR | 48    |       |
| 22. Mai | Friedemann Goetze                 | deutscher Offizier und SS-Brigadeführer | 75    |       |
| 22. Mai | Isaac Grünewald                   | schwedischer Maler | 56    |       |
| 22. Mai | Paula Mielke                      | Widerstandskämpferin gegen den Nationalsozialismus                                                                                         | 35    |       |
| 22. Mai | Petras Vaitiekūnas                | litauischer katholischer Pfarrer und Politiker, Bürgermeister von Jonava                                                                   |       |       |
| 22. Mai | Erhard Ziegler                    | deutscher Reichsgerichtsrat | 60    |       |
| 23. Mai | Martynas Jankus                   | litauischer Buchdrucker und Publizist | 87    |       |
| 23. Mai | Kastus Jesawitau                  | belarussischer politischer Aktivist | 52    |       |
| 23. Mai | Eugen Kittel                      | deutscher Ingenieur | 86    |       |
| 23. Mai | Mary Fairchild Low                | US-amerikanische Malerin | 87    |       |
| 24. Mai | Anton Brunner                     | österreichischer Täter des Holocaust | 47    |       |
| 24. Mai | Albrecht von Heyden-Linden        | Rittergutsbesitzer, Mitglied des Provinziallandtags der Provinz Pommern                                                                    | 73    |       |
| 24. Mai | Merritt C. Mechem                 | US-amerikanischer Politiker | 75    |       |
| 24. Mai | Georg Reinbold                    | deutscher Politiker (SPD) | 60    |       |
| 25. Mai | Heinrich Burmeister               | deutscher Reichsgerichtsrat | 62    |       |
| 25. Mai | Percy John Daniell                | britischer Mathematiker | 57    |       |
| 25. Mai | John Edward Erickson              | US-amerikanischer Politiker | 83    |       |
| 25. Mai | Karl Julius Großhans              | deutscher Journalist, Politiker, Landtagsabgeordneter, Verfolgter des NS-Regimes                                                           | 65    |       |
| 25. Mai | Werner Johannes Guggenheim        | Schweizer Dramatiker | 50    |       |
| 25. Mai | Albert Viljam Hagelin             | norwegischer Kollaborateur, Minister in der Quisling-Regierung (1940–1944)                                                                 | 65    |       |
| 25. Mai | Fritz Janson                      | deutscher Kommunalpolitiker | 61    |       |
| 25. Mai | Marcel Petiot                     | französischer Arzt und Serienmörder | 49    |       |
| 25. Mai | Richard Zschokke                  | Schweizer Ingenieur und Politiker | 81    |       |
| 26. Mai | Friedrich                         | Fürst von Waldeck-Pyrmont | 81    |       |
| 26. Mai | Servatius Ludwig                  | deutscher Benediktinerpater und Missionar in der Mandschurei                                                                               | 38    |       |
| 26. Mai | Charles Kennedy-Purvis            | britischer Seeoffizier | 62    |       |
| 26. Mai | Otto Nordmann                     | deutscher Chirurg | 69    |       |
| 26. Mai | Joseph Medill Patterson           | US-amerikanischer Journalist und Zeitungsverleger                                                                                          | 67    |       |
| 26. Mai | Petrine Sonne                     | dänische Schauspielerin | 75    |       |
| 26. Mai | Miura Tamaki                      | japanische Opernsängerin in der Stimmlage Sopran                                                                                           | 62    |       |
| 26. Mai | Arthur Winnington-Ingram          | Bischof der Church of England | 88    |       |
| 27. Mai | Henri Hauser                      | französischer Wirtschaftswissenschaftler, Historiker und Geograph                                                                          | 79    |       |
| 27. Mai | Rudolf Hunziker                   | Schweizer Literatur- und Musikwissenschaftler                                                                                              | 76    |       |
| 27. Mai | Charles B. Ward                   | US-amerikanischer Politiker | 67    |       |
| 27. Mai | Ernst Wollenberg                  | deutscher Jurist in der Universitätsverwaltung                                                                                             | 86    |       |
| 28. Mai | Lyda Conley                       | US-amerikanische Juristin indianischer Abstammung                                                                                          |       |       |
| 28. Mai | Anton Endres                      | deutscher SS-Angehöriger, Sanitäter im KZ Dachau und KZ Majdanek                                                                           | 36    |       |
| 28. Mai | Otto Förschner                    | deutscher Kommandant des KZ Dora-Mittelbau                                                                                                 | 43    |       |
| 28. Mai | Carter Glass                      | US-amerikanischer Politiker, Finanzminister und Senatspräsident pro Tempore                                                                | 88    |       |
| 28. Mai | Josef Jarolin                     | deutscher Kriegsverbrecher, Schutzhaftlagerführer des KZ Dachau                                                                            | 42    |       |
| 28. Mai | Simon Kiern                       | deutscher Blockführer im KZ Dachau | 32    |       |
| 28. Mai | Johann Viktor Kirsch              | Lagerführer von Außenlagern des KZ Dachau                                                                                                  | 55    |       |
| 28. Mai | Walter Adolf Langleist            | deutscher Kommandant von KZ-Nebenlagern bei Kaufering und Mühldorf, als Kriegsverbrecher hingerichtet                                      | 52    |       |
| 28. Mai | Otto Moll                         | deutscher SS-Hauptscharführer und Chef der Krematorien in Auschwitz-Birkenau                                                               | 31    |       |
| 28. Mai | Engelbert Valentin Niedermeyer    | deutscher SS-Unterscharführer im KZ Dachau                                                                                                 | 34    |       |
| 28. Mai | Edward Byron Reuter               | US-amerikanischer Soziologe | 64    |       |
| 28. Mai | Friedrich Wilhelm Ruppert         | deutscher SS-Obersturmbannführer und Erster Schutzhaftlagerführer im KZ Dachau                                                             | 41    |       |
| 28. Mai | João Sassetti                     | portugiesischer Degenfechter | 54    |       |
| 28. Mai | Claus Schilling                   | deutscher Tropenmediziner und im KZ Dachau tätig                                                                                           | 74    |       |
| 28. Mai | Vinzenz Schöttl                   | deutscher SS-Führer in Konzentrationslagern                                                                                                | 40    |       |
| 28. Mai | Josef Seuß                        | deutscher SS-Hauptscharführer | 40    |       |
| 28. Mai | Rudolf Heinrich Suttrop           | deutscher SS-Obersturmführer und Adjutant in Konzentrationslagern                                                                          | 34    |       |
| 28. Mai | Franz Xaver Trenkle               | deutscher SS-Hauptscharführer und Schutzhaftlagerführer in Konzentrationslagern                                                            | 46    |       |
| 29. Mai | Fritz Becher                      | deutscher Funktionshäftling im KZ Dachau                                                                                                   | 41    |       |
| 29. Mai | Franz Böttger                     | Rapportführerim KZ Dachau | 57    |       |
| 29. Mai | Cagnaccio di San Pietro           | italienischer Maler des Magischen Realismus                                                                                                | 49    |       |
| 29. Mai | Leonhard Anselm Eichberger        | deutscher SS-Hauptscharführer | 31    |       |
| 29. Mai | Johann Baptist Eichelsdörfer      | letzter Lagerführer des Konzentrationslagers KZ Schwabmünchen/Kaufering IV                                                                 | 56    |       |
| 29. Mai | Alma Fahlstrøm                    | norwegische Schauspielerin, Regisseurin, Pianistin und Theatermanagerin dänischer Herkunft                                                 | 82    |       |
| 29. Mai | Gustav Goes                       | deutscher Schriftsteller | 62    |       |
| 29. Mai | Fritz Hintermayer                 | deutscher Mediziner und zuletzt Lagerarzt im KZ Dachau im Rang eines SS-Obersturmführers                                                   | 34    |       |
| 29. Mai | Karl Janisch                      | deutscher Maschinenbauingenieur | 75    |       |
| 29. Mai | Johann Kick                       | deutscher Polizist, Leiter der Politischen Abteilung im KZ Dachau                                                                          | 44    |       |
| 29. Mai | Christof Ludwig Knoll             | Funktionshäftling im KZ Dachau | 51    |       |
| 29. Mai | Alfred Kramer                     | Lagerführer eines KZ-Außenlagers bei Kaufering, als Kriegsverbrecher hingerichtet                                                          | 47    |       |
| 29. Mai | Arno Lippmann                     | Lagerführer von KZ-Außenlagern bei Kaufering, als Kriegsverbrecher hingerichtet                                                            | 55    |       |
| 29. Mai | Michael Redwitz                   | deutscher SS-Angehöriger und Schutzhaftlagerführer in mehreren KZ                                                                          | 45    |       |
| 29. Mai | Lucian Scherman                   | deutscher Indologe | 81    |       |
| 29. Mai | Paul Schmohl                      | deutscher Architekt | 75    |       |
| 29. Mai | Wilhelm Tempel                    | deutscher Arbeitsdienst- und Rapportführer in Außenlagern des KZ Dachau                                                                    | 37    |       |
| 29. Mai | Wilhelm Wagner                    | deutscher SS-Hauptscharführer und Kommandoführer in Konzentrationslagern                                                                   | 41    |       |
| 29. Mai | Martin Gottfried Weiß             | deutscher SS-Obersturmbannführer und Lagerkommandant                                                                                       | 40    |       |
| 29. Mai | Wilhelm Welter                    | deutscher Arbeitsdienstführer im KZ Dachau                                                                                                 | 33    |       |
| 30. Mai | François Linke                    | französischer Möbeltischler böhmischer Herkunft                                                                                            | 90    |       |
| 30. Mai | Louis Slotin                      | kanadischer Physiker und Chemiker | 35    |       |
| 31. Mai | Hedwig Dorosz                     | Schweizer Hochschullehrerin und Schriftstellerin                                                                                           | 41    |       |
| 31. Mai | László Ferenczy                   | ungarischer Polizeiführer | 48    |       |
| 31. Mai | Erich Raschick                    | deutscher Offizier, zuletzt General der Infanterie im Zweiten Weltkrieg                                                                    | 64    |       |
| 31. Mai | Friedrich Suhr                    | deutscher Jurist, SS-Führer und Täter des Holocaust                                                                                        | 39    |       |
|         | Riahi Rabih                       | französischer Fußballspieler |       |       |
|         | Leopold von Schlözer              | deutscher Offizier, Autor, Herausgeber und Übersetzer                                                                                      | 87    |       |

## Juni
| Tag      | Name                                        | Beruf, bekannt als                                                                                           | Alter | Beleg |
| -------- | ------------------------------------------- | --- | ----- | ----- |
| 1. Juni  | Ion Antonescu                               | rumänischer Politiker und Generalstabschef                                                                   | 63    |       |
| 1. Juni  | Mihai Antonescu                             | rumänischer Politiker                                                                                        | 41    |       |
| 1. Juni  | Dora Benjamin                               | deutsch-jüdische Nationalökonomin, Sozialwissenschaftlerin und Psychologin                                   | 45    |       |
| 1. Juni  | Arthur Griffith-Boscawen                    | britischer Politiker, Unterhausabgeordneter                                                                  | 80    |       |
| 1. Juni  | Leo Slezak                                  | österreichischer Opernsänger (Tenor) und Schauspieler                                                        | 72    |       |
| 2. Juni  | Élie Bourgois                               | französischer Turner                                                                                         | 65    |       |
| 2. Juni  | Charles Henry Sloan                         | US-amerikanischer Politiker                                                                                  | 83    |       |
| 3. Juni  | Arthur Egidi                                | deutscher Organist, Komponist und Musikpädagoge                                                              | 86    |       |
| 3. Juni  | Chen Gongbo                                 | chinesischer Politiker                                                                                       | 53    |       |
| 3. Juni  | Michail Iwanowitsch Kalinin                 | sowjetischer Politiker, u. a. Vorsitzender des Präsidiums des Obersten Sowjet (und damit Staatsoberhaupt)    | 70    |       |
| 3. Juni  | György Vastagh                              | ungarischer Bildhauer                                                                                        | 77    |       |
| 4. Juni  | Helen Gardner                               | US-amerikanische Kunsthistorikerin                                                                           | 68    |       |
| 4. Juni  | James Francis Kenney                        | kanadischer Historiker, Archivar und Keltologe                                                               | 61    |       |
| 4. Juni  | Ernst Leonard Lindelöf                      | finnischer Mathematiker                                                                                      | 76    |       |
| 4. Juni  | Pjotr Pawlowitsch Maslow                    | sowjetischer Journalist und Wirtschaftswissenschaftler                                                       | 78    |       |
| 4. Juni  | Traian Popovici                             | rumänischer Anwalt und Bürgermeister von Czernowitz                                                          | 53    |       |
| 4. Juni  | Sándor Simonyi-Semadam                      | ungarischer Rechtsanwalt, Politiker und Bankier                                                              | 82    |       |
| 4. Juni  | Louis Denison Taylor                        | kanadischer Journalist, Verleger und Politiker, Bürgermeister von Vancouver                                  | 88    |       |
| 4. Juni  | Charles Murray Turpin                       | US-amerikanischer Politiker                                                                                  | 68    |       |
| 5. Juni  | Hans Bongard                                | deutscher Stadtschulrat                                                                                      | 65    |       |
| 5. Juni  | George A. Hormel                            | US-amerikanischer Unternehmer                                                                                | 85    |       |
| 5. Juni  | Gustav Müller                               | deutscher Politiker (SPD, USPD, KPD), MdR                                                                    | 70    |       |
| 5. Juni  | Donald B. Partridge                         | US-amerikanischer Politiker                                                                                  | 54    |       |
| 5. Juni  | Emil Seifarth                               | deutscher Kaufmann und Politiker, MdL                                                                        | 87    |       |
| 5. Juni  | Holger Thiele                               | dänischer Astronom                                                                                           | 67    |       |
| 5. Juni  | Maud Watson                                 | englische Tennisspielerin                                                                                    | 81    |       |
| 6. Juni  | Wilfried Basse                              | deutscher Dokumentarfilmer und Kameramann                                                                    | 46    |       |
| 6. Juni  | Walther Förster                             | deutscher Kommunalpolitiker in der Zeit des Nationalsozialismus                                              | 60    |       |
| 6. Juni  | Gerhart Hauptmann                           | Schriftsteller des deutschen Naturalismus                                                                    | 83    |       |
| 6. Juni  | Lisca Malbran                               | deutsche Schauspielerin                                                                                      | 20    |       |
| 6. Juni  | Hans Sydow                                  | deutscher Botaniker und Mykologe                                                                             | 67    |       |
| 7. Juni  | Elsa Bruckmann                              | Münchner Salonnière, Gönnerin Adolf Hitlers                                                                  | 81    |       |
| 7. Juni  | Herbert Conert                              | deutscher Architekt, Stadtplaner und Baubeamter                                                              | 59    |       |
| 7. Juni  | Else Ernst                                  | deutsche Schriftstellerin und Übersetzerin                                                                   | 71    |       |
| 7. Juni  | Karl von Fischer-Treuenfeld                 | deutscher SS-Gruppenführer und Generalleutnant der Waffen-SS                                                 | 61    |       |
| 7. Juni  | Hermann Emil Kuenzer                        | deutscher Verwaltungsjurist und Ministerialbeamter                                                           | 74    |       |
| 7. Juni  | Charles L’Eplattenier                       | Schweizer Maler und Architekt                                                                                | 71    |       |
| 7. Juni  | Ted Mellors                                 | britischer Motorradrennfahrer                                                                                | 39    |       |
| 7. Juni  | Ferdinand von Neureiter                     | Rechtsmediziner, Medizinalbeamter im Reichsgesundheitsamt und Hochschullehrer                                | 52    |       |
| 8. Juni  | Paul Adler                                  | deutscher Schriftsteller jüdischer Herkunft                                                                  |       |       |
| 8. Juni  | John L. Bates                               | US-amerikanischer Politiker                                                                                  | 86    |       |
| 8. Juni  | John Driscoll Fitz-Gerald                   | US-amerikanischer Romanist und Hispanist                                                                     | 73    |       |
| 8. Juni  | Józef Mehoffer                              | polnischer Maler und Graphiker                                                                               | 77    |       |
| 9. Juni  | Andreas Hemberger                           | deutsch-österreichischer Journalist, Schriftsteller und Dramaturg                                            | 70    |       |
| 9. Juni  | Ananda Mahidol                              | thailändischer Adeliger, König von Thailand (1935–1946)                                                      | 20    |       |
| 9. Juni  | Iwanow-Rasumnik                             | russischer Kultur- und Literaturkritiker und Soziologe                                                       | 67    |       |
| 9. Juni  | Friedrich Ofterdinger                       | deutscher Arzt, Hamburger Senator und Nationalsozialist                                                      | 50    |       |
| 9. Juni  | Thomas Thynne, 5. Marquess of Bath          | britischer Adliger und Politiker                                                                             | 83    |       |
| 9. Juni  | Adolf Wallnöfer                             | österreichischer Komponist und Opernsänger (Tenor)                                                           | 92    |       |
| 10. Juni | Leslie Burton                               | britischer Hürdenläufer                                                                                      | 63    |       |
| 10. Juni | Jack Johnson                                | US-amerikanischer Boxer                                                                                      | 68    |       |
| 10. Juni | Eustachius Kugler                           | Ordensbruder der Barmherzigen Brüder und Erbauer eines Krankenhauses in Regensburg                           | 79    |       |
| 10. Juni | Theophil Ruderstaller                       | österreichischer Chinamissionar                                                                              | 39    |       |
| 11. Juni | Ludwig von Bürkel                           | deutscher Kunsthistoriker                                                                                    | 68    |       |
| 11. Juni | Sidney Morgan                               | britischer Filmregisseur, Drehbuchautor und Produzent                                                        | 71    |       |
| 12. Juni | John H. Bankhead junior                     | US-amerikanischer Politiker                                                                                  | 73    |       |
| 12. Juni | Émile Bouchès                               | französischer Turner                                                                                         | 49    |       |
| 12. Juni | Jules Froment                               | französischer Arzt                                                                                           | 68    |       |
| 12. Juni | Artur Köllensperger                         | österreichischer Richter                                                                                     | 61    |       |
| 12. Juni | Médéric Martin                              | kanadischer Industrieller und Politiker (Liberale Partei)                                                    | 77    |       |
| 12. Juni | Rudolf van der Noss                         | deutscher Filmregisseur                                                                                      | 56    |       |
| 12. Juni | Gustav Albert Stiasny                       | österreichisch-niederländischer Zoologe                                                                      | 68    |       |
| 12. Juni | Terauchi Hisaichi                           | japanischer Militär und Politiker, zuletzt Feldmarschall im Zweiten Weltkrieg                                | 66    |       |
| 12. Juni | Karel Toman                                 | tschechischer Dichter, Journalist und Übersetzer                                                             | 69    |       |
| 13. Juni | Josef Holzer                                | österreichischer Dirigent                                                                                    | 64    |       |
| 13. Juni | Otto Kahler                                 | österreichischer Hals-Nasen-Ohrenarzt und Hochschullehrer                                                    | 67    |       |
| 13. Juni | Josef Kastein                               | deutscher Schriftsteller                                                                                     | 55    |       |
| 13. Juni | Sigmund Livingston                          | US-amerikanischer Rechtsanwalt                                                                               | 73    |       |
| 13. Juni | Julio Ortiz de Zárate                       | chilenischer Maler und Bildhauer                                                                             | 61    |       |
| 13. Juni | Theodor Sparkuhl                            | deutscher Kameramann                                                                                         | 51    |       |
| 14. Juni | William F. Allen                            | US-amerikanischer Politiker                                                                                  | 63    |       |
| 14. Juni | John Logie Baird                            | schottischer Fernsehtechniker                                                                                | 57    |       |
| 14. Juni | Karl Burger                                 | Landtagsabgeordneter                                                                                         | 73    |       |
| 14. Juni | Charles Butterworth                         | US-amerikanischer Filmschauspieler und Broadway-Darsteller                                                   | 49    |       |
| 14. Juni | Federigo Enriques                           | italienischer Mathematiker                                                                                   | 75    |       |
| 14. Juni | Kristian Hellström                          | schwedischer Mittel- und Langstreckenläufer                                                                  | 65    |       |
| 14. Juni | Kōda Nobu                                   | japanische Violinistin, Pianistin und Komponistin                                                            | 76    |       |
| 14. Juni | Anna Wiener-Pappenheim                      | deutsche Kindergärtnerin und Fröbelpädagogin                                                                 | 78    |       |
| 15. Juni | João Batista Becker                         | brasilianischer katholischer Bischof                                                                         | 76    |       |
| 15. Juni | Paul Frölich                                | deutscher Architekt                                                                                          | 72    |       |
| 15. Juni | Ernst Kalinka                               | österreichischer Klassischer Philologe                                                                       | 81    |       |
| 15. Juni | Pierre Paoli                                | französischer Gestapo-Agent                                                                                  | 24    |       |
| 16. Juni | Heniot Levy                                 | polnisch-amerikanischer Pianist, Komponist und Musikpädagoge                                                 | 66    |       |
| 16. Juni | Henry Lefavour                              | US-amerikanischer Physiker und Hochschulpräsident                                                            | 83    |       |
| 16. Juni | Harald Wallin                               | schwedischer Segler                                                                                          | 59    |       |
| 16. Juni | Ludwig Winder                               | tschechoslowakischer Schriftsteller, Journalist und Literaturkritiker                                        | 57    |       |
| 17. Juni | Joe Dawson                                  | US-amerikanischer Rennfahrer                                                                                 | 57    |       |
| 17. Juni | Heinrich Kurtzig                            | deutscher Schriftsteller                                                                                     | 81    |       |
| 17. Juni | Paul Schaffer                               | deutscher Politiker (SPD)                                                                                    | 71    |       |
| 19. Juni | Julius Bührer                               | Schweizer Unternehmer                                                                                        | 55    |       |
| 19. Juni | Erich Erler                                 | deutscher Maler                                                                                              | 75    |       |
| 19. Juni | Oskar Groll                                 | deutscher Politiker                                                                                          | 70    |       |
| 19. Juni | Henry Calvert Simons                        | US-amerikanischer Ökonom und Hochschullehrer                                                                 | 46    |       |
| 19. Juni | Karl Thäter                                 | deutscher Zoologe                                                                                            | 60    |       |
| 19. Juni | Theodor Wulf                                | deutscher Physiker und Jesuit                                                                                | 77    |       |
| 20. Juni | Gertrud Dyhrenfurth                         | deutsche Sozialwissenschaftlerin                                                                             | 83    |       |
| 20. Juni | Hans-Heydan von Frankenberg und Ludwigsdorf | deutscher Generalmajor                                                                                       | 76    |       |
| 20. Juni | Gobulo Wanrong                              | letzte Kaiserin der Qing-Dynastie in China und spätere Kaiserin von Manchukuo                                | 39    |       |
| 20. Juni | Takeo Nakasawa                              | japanischer Mathematiker                                                                                     | 33    |       |
| 20. Juni | Friedrich Pfeffer                           | deutscher Jurist, Verwaltungsbeamter und Politiker (DVP), MdR                                                | 58    |       |
| 20. Juni | Frederick W. Rowe                           | US-amerikanischer Jurist und Politiker                                                                       | 83    |       |
| 20. Juni | Maxim Wladimirowitsch Sergijewski           | russisch-sowjetischer Romanist                                                                               | 53    |       |
| 20. Juni | Johann Wilhelm von Tscharner                | Schweizer Maler                                                                                              | 60    |       |
| 20. Juni | Philipp Zeltner                             | deutscher Genremaler                                                                                         |       |       |
| 21. Juni | Otto Christandl                             | österreichischer Politiker (NSDAP), MdR                                                                      | 37    |       |
| 21. Juni | Heinrich Kaminski                           | deutscher Komponist                                                                                          | 59    |       |
| 22. Juni | Homer C. Parker                             | US-amerikanischer Politiker                                                                                  | 60    |       |
| 22. Juni | Kurt Seebohm                                | deutscher Montanindustrieller                                                                                | 75    |       |
| 23. Juni | William S. Hart                             | US-amerikanischer Filmschauspieler, Regisseur, Drehbuchautor und Produzent der Stummfilmära                  | 81    |       |
| 23. Juni | Charles Oman                                | britischer Historiker                                                                                        | 86    |       |
| 23. Juni | Thelma Kent                                 | neuseeländische Fotografin                                                                                   | 46    |       |
| 23. Juni | Arthur William Rogers                       | britisch-südafrikanischer Geologe                                                                            | 74    |       |
| 23. Juni | Lawrence Elery Wilson                       | US-amerikanischer Politiker                                                                                  | 61    |       |
| 24. Juni | Charles Karle                               | US-amerikanischer Ruderer                                                                                    | 48    |       |
| 24. Juni | Rosalie Küchler-Ming                        | Schweizer Heimatschriftstellerin                                                                             | 64    |       |
| 24. Juni | Elimar Murken                               | deutscher Jurist, Bankdirektor und Politiker                                                                 | 76    |       |
| 24. Juni | Paul Sauer                                  | katholischer Theologe                                                                                        | 53    |       |
| 25. Juni | Theodor Heinermann                          | deutscher Romanist und Hispanist                                                                             | 55    |       |
| 25. Juni | Heinrich Alfred Kaiser                      | deutscher Architekt und Maler                                                                                | 63    |       |
| 25. Juni | Albert H. Roberts                           | US-amerikanischer Politiker und der 37. Gouverneur von Tennessee                                             | 77    |       |
| 25. Juni | Heinrich Siebenhaar                         | deutscher Kunstturner                                                                                        | 63    |       |
| 25. Juni | John Coard Taylor                           | US-amerikanischer Leichtathlet                                                                               | 45    |       |
| 25. Juni | Karl Tolde                                  | österreichischer Politiker (ÖVP), Mitglied des Bundesrates                                                   | 58    |       |
| 26. Juni | Arthur Aylesworth                           | US-amerikanischer Schauspieler                                                                               | 62    |       |
| 26. Juni | Gaby Jouval                                 | schweizerische Modedesignerin und Unternehmerin                                                              | 54    |       |
| 26. Juni | Béla Kerékjártó                             | ungarischer Mathematiker                                                                                     | 47    |       |
| 26. Juni | Max Koegel                                  | deutscher SS-Obersturmbannführer und Lagerkommandant mehrerer Konzentrationslager                            | 50    |       |
| 26. Juni | Emil Králík                                 | tschechischer Architekt                                                                                      | 66    |       |
| 26. Juni | Matsuoka Yōsuke                             | japanischer Politiker und Außenminister                                                                      | 66    |       |
| 26. Juni | John Louis Nuelsen                          | Bischof der Bischöflichen Methodistenkirche                                                                  | 79    |       |
| 26. Juni | Josef Pallenberg                            | deutscher Tierbildhauer und Tierplastiker                                                                    | 63    |       |
| 26. Juni | Gustav Rickelt                              | deutscher Schauspieler, Regisseur und Präsident der Genossenschaft Deutscher Bühnen-Angehöriger (1914–1927)  | 84    |       |
| 26. Juni | Alma Bridwell White                         | US-amerikanische Gründerin und Bischöfin der Pillar-of-Fire-Kirche                                           | 84    |       |
| 27. Juni | Rudolf Eisenmenger                          | österreichischer Arzt                                                                                        | 74    |       |
| 27. Juni | Wanda Gág                                   | US-amerikanische Künstlerin                                                                                  | 53    |       |
| 27. Juni | Robert Holtzmann                            | deutscher Mediävist                                                                                          | 72    |       |
| 27. Juni | Hubert Pernot                               | französischer Sprachwissenschaftler, Byzantinist und Neogräzist                                              | 75    |       |
| 27. Juni | Juan Antonio Ríos Morales                   | Präsident von Chile                                                                                          | 57    |       |
| 27. Juni | Franz Schlemminger                          | brandenburgischer SPD-Politiker und Landrat des Kreises Niederbarnim                                         | 70    |       |
| 28. Juni | Antoinette Perry                            | US-amerikanische Schauspielerin, Regisseurin und Mitbegründerin der Theatervereinigung American Theatre Wing | 58    |       |
| 28. Juni | Heinrich Sanden                             | deutscher Fotograf                                                                                           | 68    |       |
| 29. Juni | Arthur Castrén                              | finnischer Politiker, Mitglied des Reichstags und Minister                                                   | 80    |       |
| 29. Juni | Frank Hadow                                 | englischer Tennisspieler, Wimbledon-Sieger 1878                                                              | 91    |       |
| 29. Juni | Ian Macintyre                               | schottischer Politiker                                                                                       |       |       |
| 29. Juni | Carl Felix von Schlichtegroll               | deutscher Schriftsteller und Illustrator                                                                     | 84    |       |
| 29. Juni | Karl H. Wiik                                | finnischer Politiker                                                                                         | 63    |       |
| 30. Juni | Siegfried Berndt                            | deutscher Grafiker und Maler                                                                                 | 66    |       |
| 30. Juni | Wilhelm Bornemann                           | deutscher evangelischer Theologe und Kirchenlieddichter                                                      | 88    |       |
| 30. Juni | Manuel Fulcheri y Pietrasanta               | mexikanischer Geistlicher, Bischof von Zamora                                                                | 72    |       |
| 30. Juni | Josip Stjepan Garić                         | jugoslawischer Ordensgeistlicher, Bischof von Banja Luka                                                     | 75    |       |
| 30. Juni | Raimundo Enes Meira                         | portugiesischer Gouverneur und Politiker                                                                     | 80    |       |
| 30. Juni | Nikolai Alexandrowitsch Morosow             | russischer Astronom und Chemiker                                                                             | 91    |       |
| 30. Juni | Donato Pavesi                               | italienischer Leichtathlet                                                                                   | 57    |       |
| 30. Juni | Arthur von Wallpach                         | österreichischer Dichter und Schriftsteller                                                                  | 80    |       |